# Roman Totenberg
Roman Totenberg (n.1 ianuarie 1911 - 8 mai 2012) a fost un violonist american, de origine evreu polonez. 

## Viață timpurie
S-a născut la Łódź (Polonia),în acea vreme parte din Imperiul Rus,într-o familie de evrei. Tatăl său se numea Adam Totenberg, iar mama Stanislawa, născută Winawer.  Totenberg a fost un copil cu un imens talent muzical. A studiat cu Michalowicz în Varșovia, făcându-și debutul muzical ca solist muzical al Orchestrei Filarmonice a Varșoviei la vârsta de 11 ani. A fost premiat cu medalia de aur a Conservatoriului Chopin din Varșovia, continuâund studiile sale cu Carl Flesch în Berlin, unde a câștigat Premiul Internațional Mendelssohn în 1932, Ulterior a studiat cu George Enescu și cu Pierre Monteax la Paris. În anul 1935, Totenberg și-a făcut debutul britanic la Londra și cel american la New York City.

## Viață profesională
Totenberg a fost într-un turneu în America de Sud cu Arthur Rubinstein, respectiv a dat recitaluri comune cu Karol Szymanowski. Violonistul a susținut numeroase concerte conținând ciclul complet al sonatelor lui Ludwig van Beethoven și toate concertele Brandenburgice ale lui Johann Sebastian Bach. Repertoriul său diversificat cuprinde mai mult de treizeci de concerte. 
Printre operele muzicale ale compozitorilor contemporani pe care Totenberg le-a introdus în circuitul concertistic se pot enumera Concertul numărul 2 pentru vioară de Darius Milhaud, un concert de William Schuman și un Capriccio de Krzysztof Penderecki.  Totenberg a cântat de asemenea în premieră Sonata în sol de Paul Hindemith, în 1935, Concerto de Samuel Barber, Sonata de Bohuslav Martinů, precum și premiera americană a Sonatei pentru vioară de Arthur Honegger.
Totenberg a concertat cu numeroase orchestre americane, printre care se pot enumera New York Philharmonic din New York City, Boston Symphony, Cleveland Orchestra, Minnesota Orchestra din Minneapolis, Indianapolis Symphony Orchestra din Indianapolis, Los Angeles Philharmonic și Washington Symphonies din Washington, D.C..
În Europa, violonistul și-a făcut apariții publice împreună cu orchestre de prestigiu precum Orchestra filarmonică din Berlin, Orchestra filarmonică a Londrei și Royal Concertgebouw din Amsterdam. Totenberg a concertat sub bagheta unor mari dirijori precum Leopold Stokowski, Kubelik, Szell, Rodzinski, Fitelberg, Jochum, Rowicki, Krenz, Monteux, Wit, Steinberg și Golschmann. A apărut de asemenea în recitaluri la White House, Carnegie Hall, Bibiblioteca Congresului, Metropolitan Museum of Art și în foarte multe orașe cultural importante din Europa și Statele Unite.
Roman Totenberg a fost prezent la cele mai importante festivale muzicale din lume, cu precădere la Mozarteum din Salzburg la Aspen Music Festival, Tanglewood Festival, Kneisel Hall Chamber Music Festival și la Music Academy of the West din Santa Barbara, California, unde a funcționat ca șef al departamentului de coarde în 1947.

## Pedagogie
În afara activității sale concertistice, Roman Totenberg este Professor of Music la Boston University, unde a fost decanul Departamentului de instrumente cu coarde (conform originalului, [The] String Department) între 1961 - 1978. Violonistul a predat, de asemenea la Peabody Conservatory of Music, Music Academy of the West, Aspen School of Music, Mannes College of Music, precum și la Longy School of Music din Cambridge, Massachusetts, al cărui director a fost între 1978 și 1985.
Totenberg a murit la varsta de 101 ani la 8 mai 2012 ]n locuința sa din Newton, Massachusets.
Împreună cu soția sa, Melanie Shroder Totenberg (1917 - 1996), care a fost managerul carierei violonistului pentru cinci decenii , violonistul a avut trei fete, Nina, Jill și Amy. Nina Totenberg este jurnalistă a postului de radio National Public Radio.
 Studenți notabili  Yevgeny Kutik , Mira Wang  Arhivat în 9 octombrie 2007, la Wayback Machine., Daniel Han , Na Sun  Arhivat în 8 octombrie 2007, la Wayback Machine., Ikuko Mizuno , Marcin Markowicz.

## Recunoaștere
În 1983 a fost numit Artist Teacher of the Year de către Asociația profesorilor de instrumente cu coarde (conform, American String Teacher Association).
In 1988 a fost decorat cu Medalia de Merit Culturală (conform, Medalem Za Zasługi dla Kultury Polskiej) de către guvernul plonez pentru întreaga sa contribuție la dezvoltarea societății și culturii poloneze.
În 2007, Totenberg a primit premiul "Muses and Mentors" , care este acordat anual de New England String Ensemble începând cu 2004.

## Înregistrări
Roman Totenberg a înregistrat de-a lungul timpului cu diferite case de discuri, printre care se pot enumera Deutsche Grammophon, Telefunken, Philips, Da Camera, Musical Heritage, Vanguard, Titanic și VQR.

## Legături extrene
- Roman Totenberg la 90 pe web site-ul - National Public Radio - NPR.org
- Roman Totenberg la 95
- Despre a 95-a aniversare a lui Roman Totenberg
- Listă de violoniști care au studiat cu Roman Totenberg
- Roman Totenberg a primit premiul "Muses and Mentors Award"